# Aristofan
Aristofan (Ἀριστοφάνης; 448. pr. Kr. – 385. pr. Kr.) bio je starogrčki pisac komedija.
Aristofan u svojim komedijama tematizira tadašnju svakodnevicu i osuđuje politiku. Vrlo malo podataka postoji o njegovom životu. S pisanjem komedija počeo je kao vrlo mlad pjesnik. U početku je svoje komedije prikazivao pod imenima kazališnih ljudi Kalistrata i Filonida. Sva tri njegova sina bila su komediografi.

## Karakteristike
Napisao je oko 40 drama, a 11 ih je sačuvano. Aristofan je u svojim djelima bio neposredan i oštar kritičar suvremenih događaja i poznatih osoba. Radnja je njegovih komedija često apsurdna, nevjerojatna, smiješna, ali u isto vrijeme prožeta realnošću. Njegove likove, lakrdijaše i karikature, pokreću pravi osjećaji pohlepe i ambicije. Satirizirao je i ironizirao, izlagao je podsmijehu društvo – nesavjesnost rasuđivanja, demagogije u demokraciji, prazno dokazivanje i sofizmu, neznanje, lakoumnost, nepostojanost, izdaju, šovinizam i sve ono što će na kraju Atenu dovesti do propasti. 
Osuđivao je ratovanje (sa Spartom), bio je protiv samoga rata, a i njegovih pobornika koji su se ratovanjem koristili kako bi povećali vlastitu moć na štetu naroda: smatrao je da se prava demokracija može razviti samo u miru. Nije pisao komedije protiv ekstremnih oligarha jer bi to bilo ravno samoubojstvu.
Premda je Aristofan u svojim „Oblacima” prikazao Sokrata kao poluludog čovjeka i sofista, Platon u svome dijalogu „Gozba” govori da nisu bili neprijatelji. Aristofan je u komediji „Žabe” prikazao i Eshila i Euripida u nadmetanju za najboljeg tragičara. Aristofan kritizira Euripida kao lošeg pjesnika istovremeno dajući prvu obrazloženu i detaljnu kritiku; zato ga se smatra i svojevrsnim začetnikom književne kritike. Također je, svojom komedijom „Ptice”, postao preteča piscima utopija. Naime, u tom se djelu traga za zemljom u kojoj se najsretnije može živjeti. U svome se djelu „Lizistrata” zalaže za pacifizam i ideju da se Atena i Sparta (koje su se tada borile u Peloponeskom ratu) ujedine kako bi zajedno vladale Grčkom. U tom djelu žene odlučuju muževima uskratiti spolne odnose sve dok rat ne završi.

## Zanimljivosti i anegdote
- Aristofanu se pripisuje poznata priča o tome kako su ljudi nekoć bili okrugla bića, ali su ih bogovi prepolovili zbog lošeg vladanja. Sada svaka od te dvije polovice traži onu drugu kako bi se iznova spojile.

- Platon u svome djelu „Gozba” iznosi anegdotu o Aristofanu. Naime, on je uspio najviše popiti i najviše govoriti od svih prisutnih na noćnoj gozbi te je do kasnih sati raspravljao sa Sokratom o tome bi li jedan čovjek bio sposoban pisati i komedije i tragedije.

## Sačuvana djela
- Aharnjani – Ἀχαρνεῖς (425. pr. Kr.)
- Vitezovi – Ἱππεῖς (424. pr. Kr.)
- Oblaci – Νεφέλαι (423. pr. Kr.)
- Ose – Σφῆκες (422. pr. Kr.)
- Mir – Εἰρήνη (421. pr. Kr.)
- Ptice – Ὄρνιθες (414. pr. Kr.)
- Lizistrata' – Λυσιστράτη (411. pr. Kr.)
- Ženska skupština u Tezmoforiju – Θεσμοφοριάζουσαι (411. pr. Kr.)
- Žabe – Βάτραχοι (405. pr. Kr.)
- Žene u narodnoj skupštini – Ἐκκλησιάζουσαι (392. pr. Kr.)
- Bogatstvo – Πλοῦτος (388. pr. Kr.)

## Izgubljena djela
- Gozbenici
- Babilonci
- Ratari
- Trgovački brodovi
- Proagon
- Amfijaraj
- Geritad
- Koskal
- Aiolosikon
- Anagyros
- Pečenje
- Dedal
- Danaide
- Dioniz brodolomac
- Kentaur
- Niob
- Junaci
- Otoci
- Lemnjanke
- Starost
- Feničanke
- Pjesme
- Polid
- Godišnja doba
- Rode
- Telemešani
- Trifal
- Žene u taboru

## Citati
- Te nemoguće žene – ne možeš s njima, ne možeš bez njih!
- Gdje je dobro, tu je i domovina.
- Nema smrtnika koji bi bio potpuno sretan!